# János Hunyadi

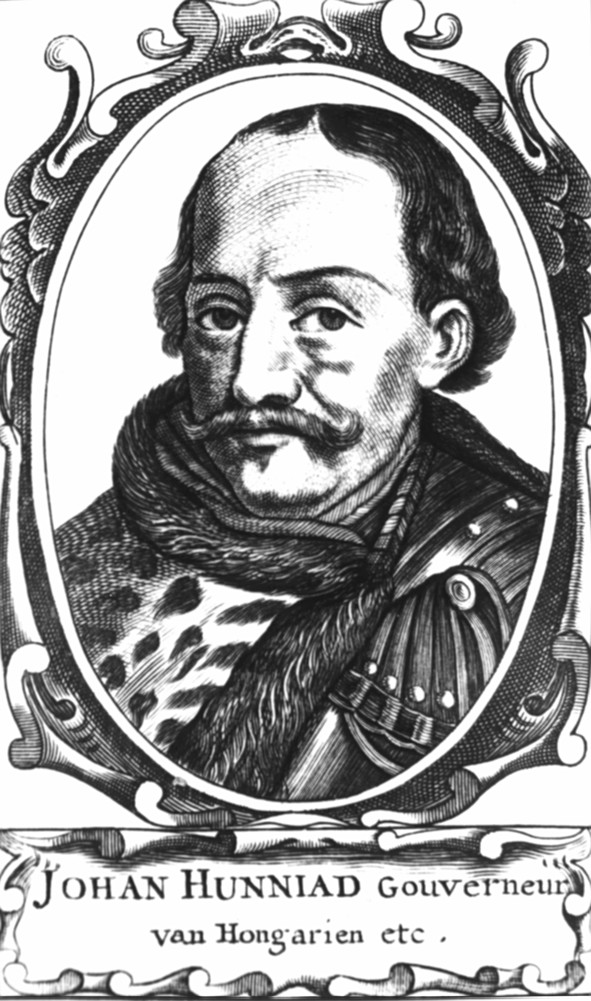
János Hunyadi

János Hunyadi (ungerska: Hunyadi János, rumänska: Iancu de Hunedoara, slovakiska: Ján Huňady, serbiska: Сибињанин Јанко/Sibinjanin Janko, svenska: Johan Hunyadi), född före 1409, död 11 augusti 1456 i Zemun Serbien (i dåvarande Kungariket Ungern), var en oäkta furste av det ungerska kungahuset och herre av Transsylvanien.

## Ursprung
Hunyadi är av omstritt ursprung. Minst tre nationer, ungrare, rumäner och serber, anger hans ursprung därifrån. Han föddes i Ungern, men hans farfar och dennes broder hade förmodligen icke-ungerska namn. Hans farfar hette Serbe och var möjligen av serbiskt eller kanske kumanskt ursprung. Farfaderns bror hette Radol och detta namn var förmodligen av rumänskt ursprung. Janos far, Vajk, hade emellertid ett ungerskt namn.
Vid den här tiden, liksom senare, hade ungrare och rumäner olika religioner. Ungrarna var före reformationen romerska katoliker. Rumänerna var ortodoxa. Endast katoliker fick tillhöra adeln sedan Anjou-kungarna tillträdde. Eftersom Hunyadis far var adlig betyder det att Vajk måste ha varit katolik, eller åtminstone blivit det. En titt på Hunyadis familjeträd avslöjar att han hade en äldre bror med samma namn. Detta är endast möjligt ifall Hunyadis blivit adopterad av Vajk.
Enligt rykten och vissa historieskrivningar var Sigismund János biologiske far. Ett indicium för detta antagande var att Sigismund tog med sig János till Rom när Sigismund skulle krönas till kejsare. Ett annat indicium är att Sigismund inte tog med sin fru och dotter till kröningen. Ett tredje indicium var att János son Mátyas farfar var Sigismund.[källa behövs] Attila-kulten hos Mátyas var större än någonsin sedan ungrarna kristnats år 1000. I Sigismund strålade flera linjer av det ungerska Árpád-huset ihop. Árpáderna påstod liksom deras historieskrivare att de härstammade från Atilla, hunnernas konung.

## Politisk och militär karriär
János är känd för att ha varit en skicklig militär och för att ha fört åtskilliga krig mot Osmanska riket och flera gånger slagit tillbaka dess expansion på Balkanhalvön. Hunyadi stoppade två osmanska invasioner av Ungern år 1441 och 1442 och kunde på hösten 1443 erövra den serbiska staden Niš från osmanerna. Då han i början av år 1444 lyckats ta större delen av Serbien slöts den 12 juni ett fredsfördrag i Szegedin med den osmanske sultanen Murad. Fördraget bröts dock redan i september samma år av den ungerske kungen Vladislav I efter påtryckningar från påven Eugenius IV och ett korståg mot osmanerna gick av stapeln. De kristna besegrades i grunden i slaget vid Varna den 10 november det året och kung Vladislav dräptes.
Hunyadi blev år 1446 utsedd till Ungerns riksföreståndare eftersom Vladislavs son László endast var fyra år. Hunyadi kom att vara riksföreståndare fram till 1452 då han kom på kant med den ungerska kronan.
Mellan den 21 och 22 juli 1456 besegrade Hunyadi i slaget vid Belgrad (Nándorfehérvár, då ungersk gränsstad mot söder) sultan Mehmet II. Av denna anledning hade påven Calixtus III den 29 juni begärt att hela den kristna världen klockan 12 varje dag skulle be för Belgrads försvar. För att inte glömma att slaget vunnits lät påven instifta att man klockan 12 varje dag skulle ringa i kyrkklockorna. Middagsringningen klockan 12 är fortfarande en sed i alla katolska länder.

## Död
Hunyadi dog i augusti 1456 i ett utbrott av pesten. Hans äldre son, greven László av Bistrita, blev avrättad 1457, bland annat för mordet på greve Ulrich av Cilli, som var faderns största fiende i den politiska maktkampen i Ungern. Den yngre sonen, Mattias Corvinus, valdes till konung 1458 genom att hans morbror förde med sig sin här till riksdagen. Mattias Corvinus blev sedermera känd som en av de största kungarna i Ungerns historia.